# Museen Böttcherstraße
Die Museen Böttcherstraße befinden sich in der verwinkelten Böttcherstraße in Bremen und genießen wegen ihrer schmuckreichen Backsteinarchitektur Weltruhm.
Sie umfassen 
- das Ludwig Roselius Museum in einem altbremischen Patrizierhaus des 16. Jahrhunderts, benannt nach Ludwig Roselius
- das Paula Modersohn-Becker Museum in einem phantastischen Bauwerk des expressionistischen Bildhauer-Architekten Bernhard Hoetger, welches 1927 eröffnet wurde, benannt nach Paula Modersohn-Becker,
- die Sammlung Bernhard Hoetger im Paula Modersohn-Becker Museum.